# Quercus shumardii
Quercus shumardii är en bokväxtart som beskrevs av Samuel Botsford Buckley. Quercus shumardii ingår i släktet ekar, och familjen bokväxter.

## Underarter
Arten delas in i följande underarter:
- Q. s. schneckii
- Q. s. shumardii
- Q. s. stenocarpa

## Bildgalleri

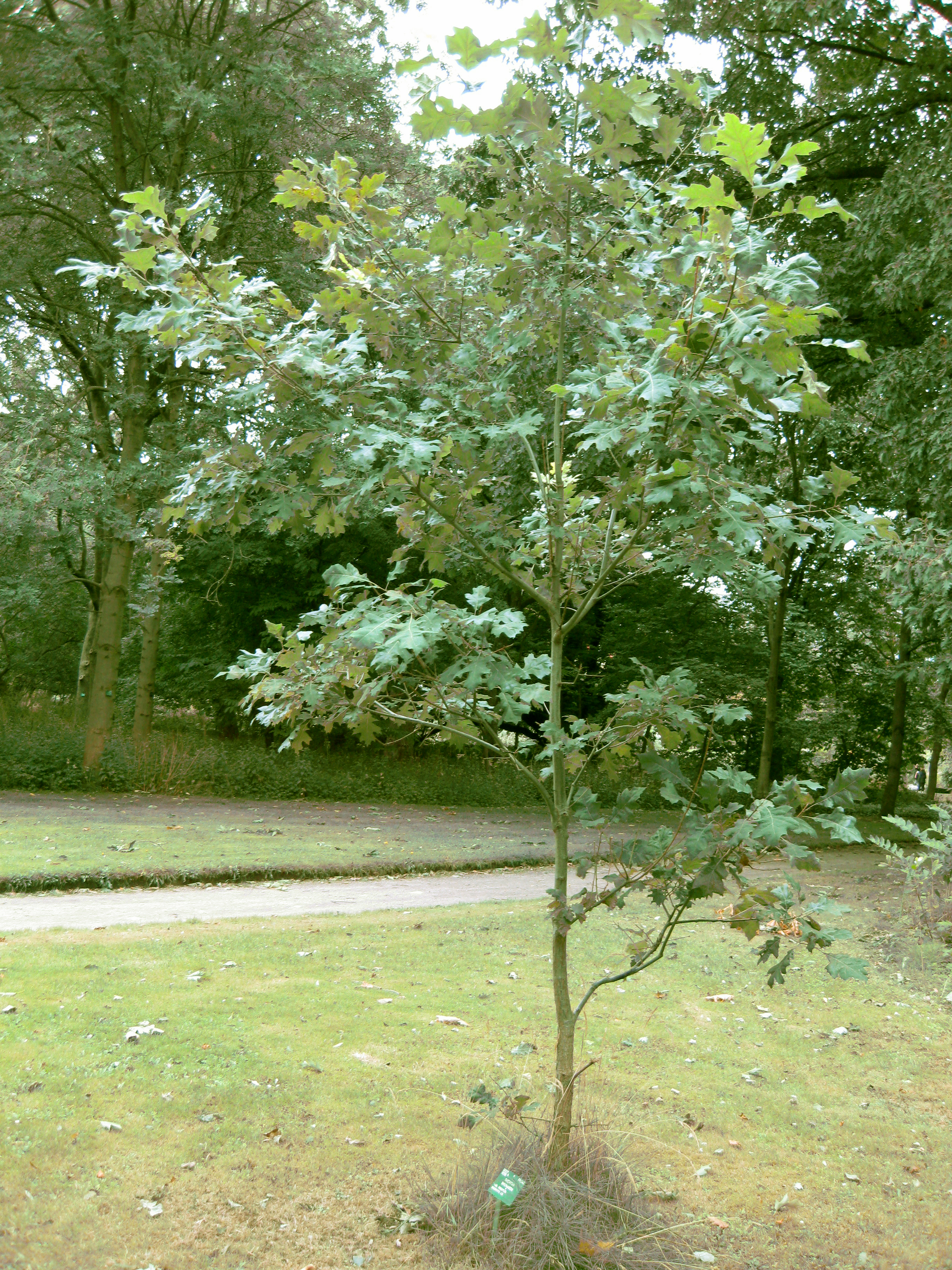
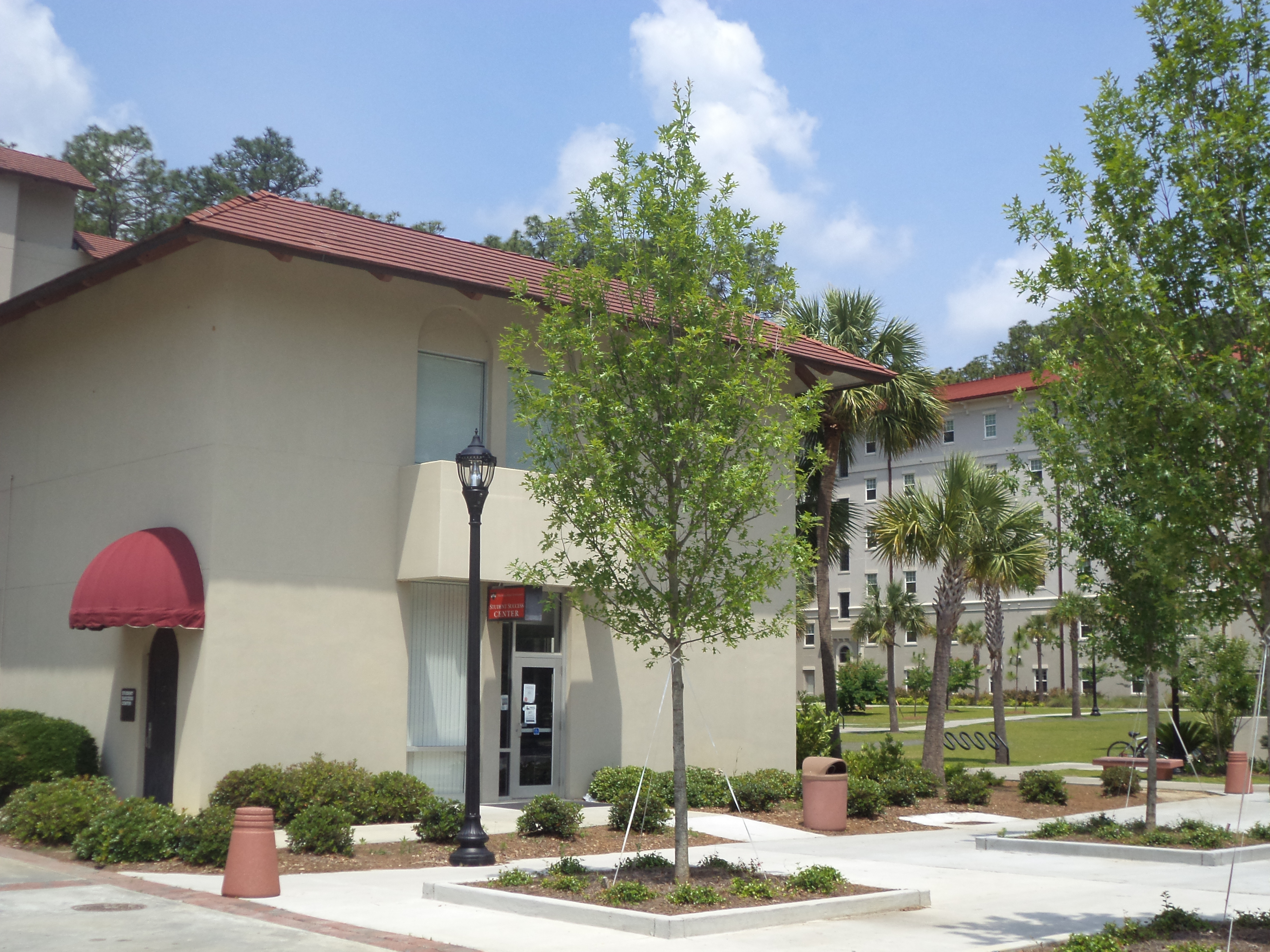
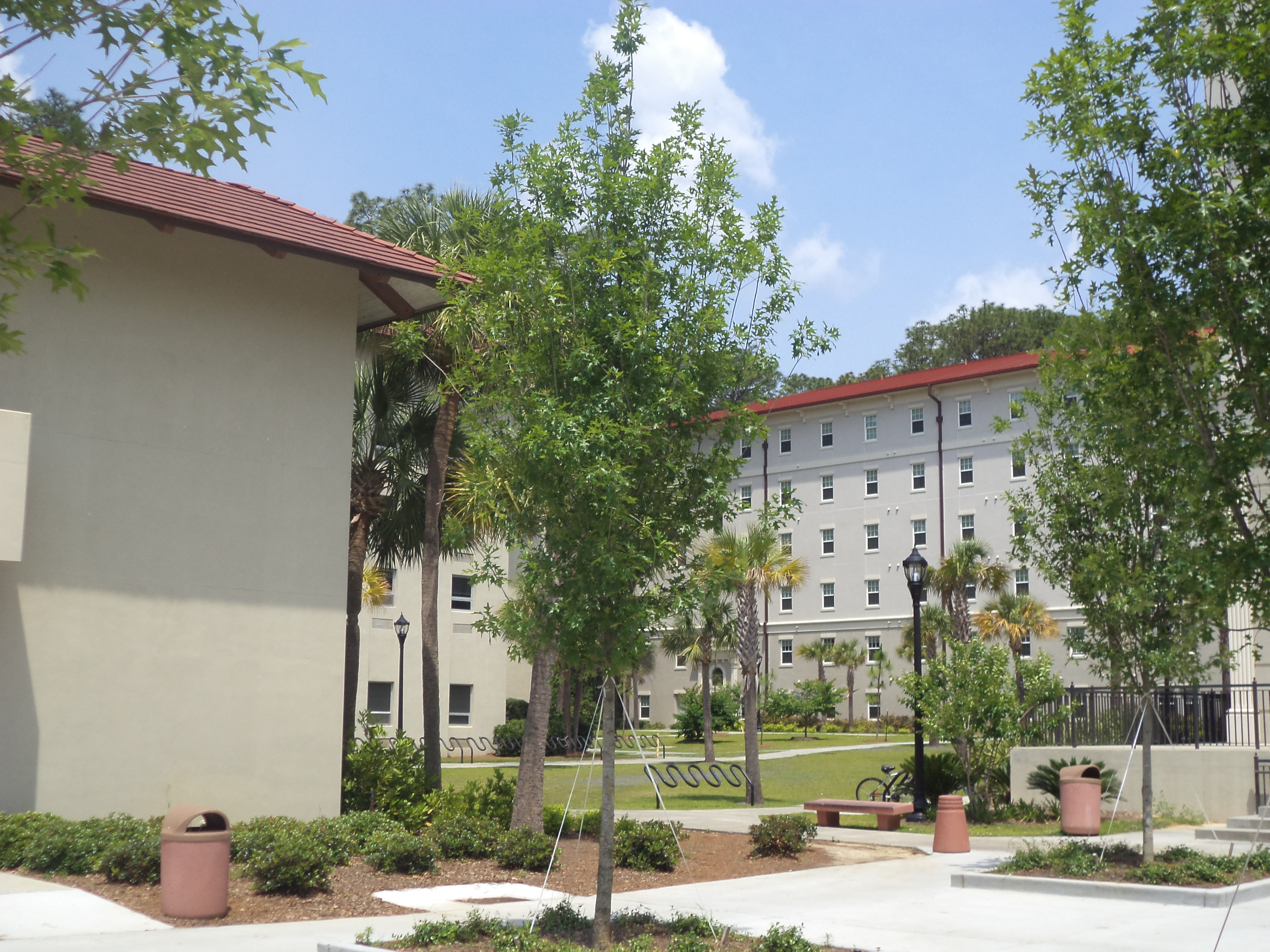
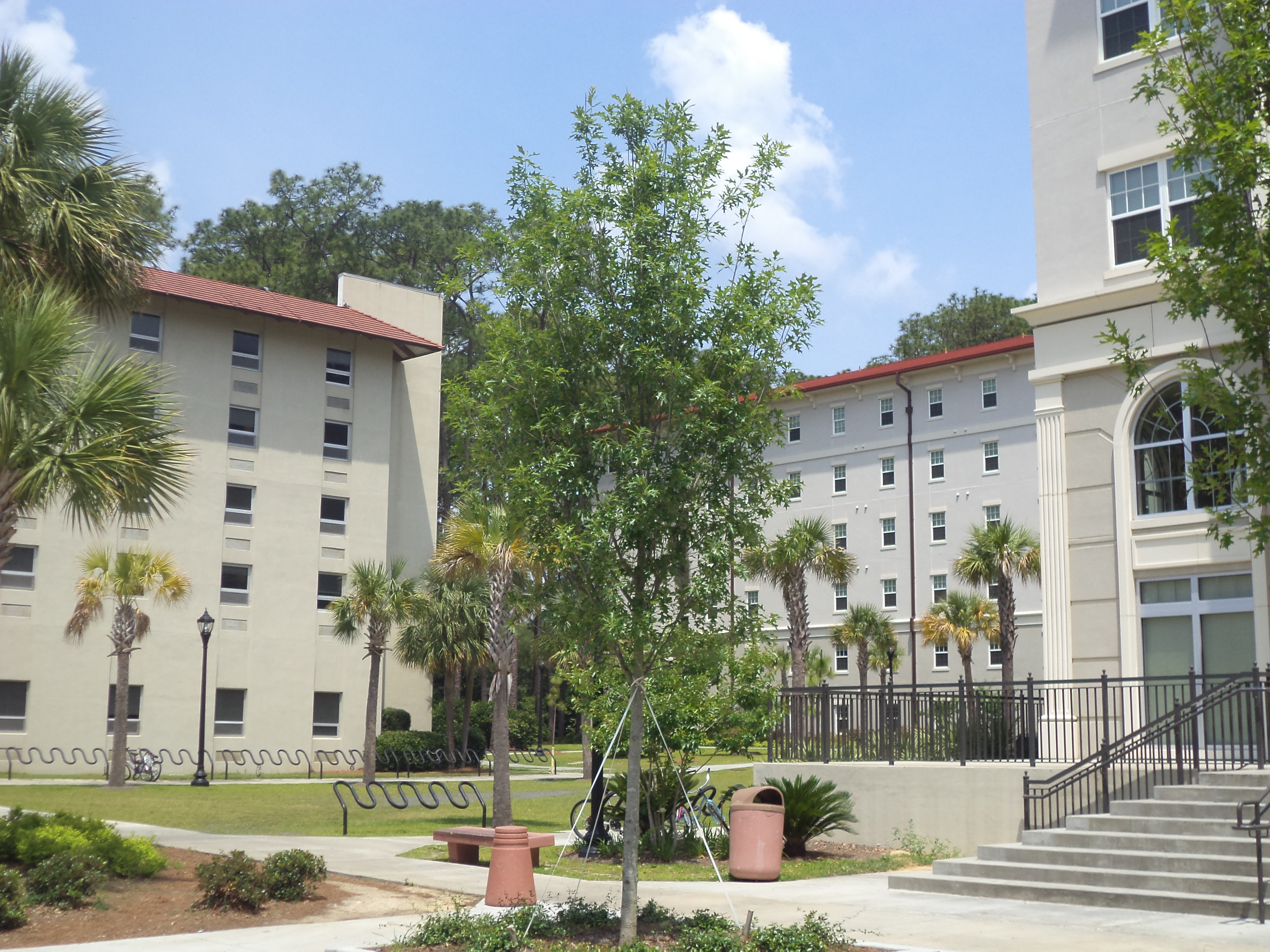
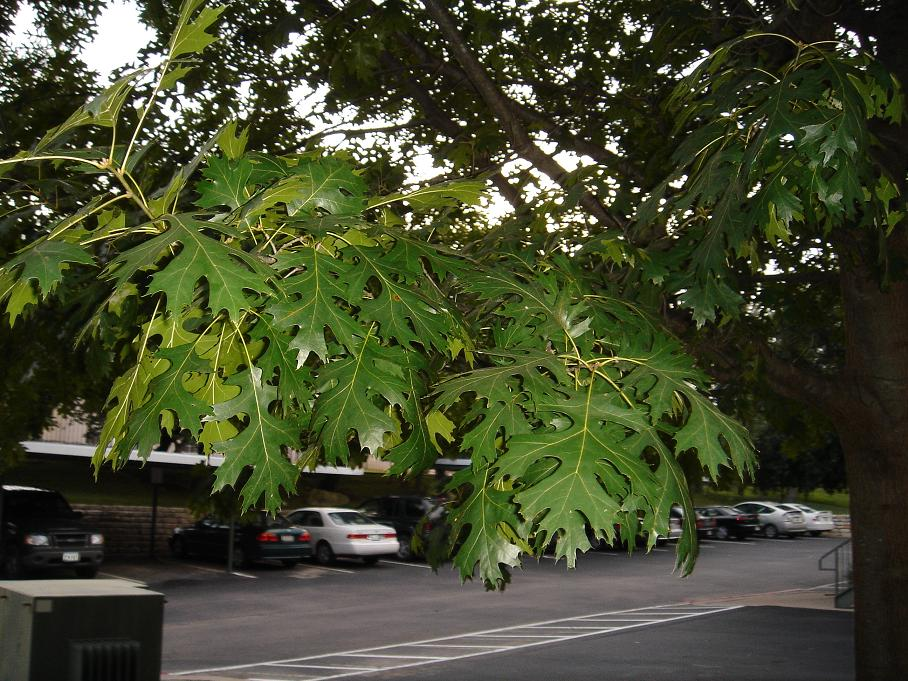
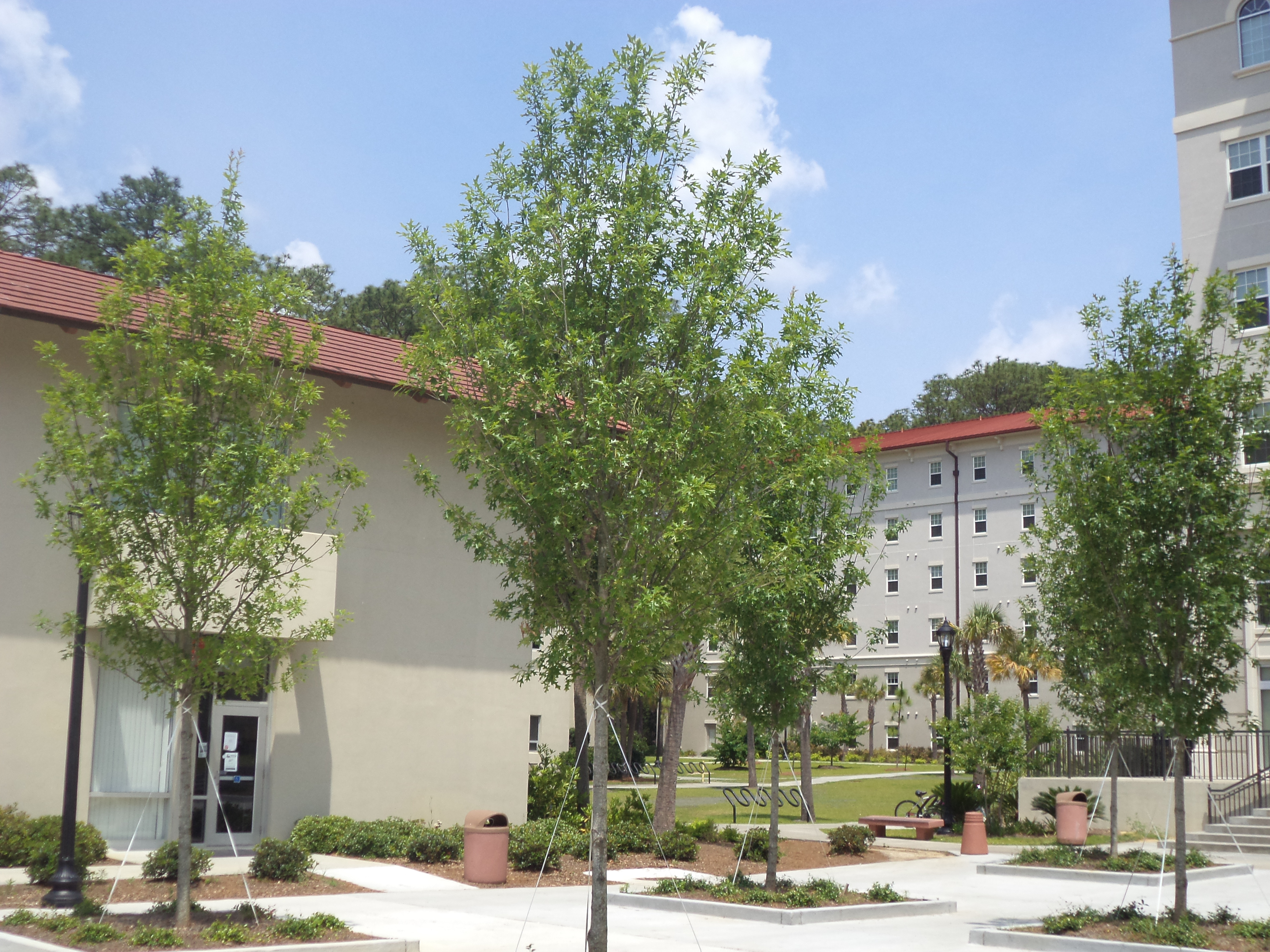